# Hamlin CDP (Nueva York)
Hamlin es un lugar designado por el censo ubicado en el condado de Monroe en el estado estadounidense de Nueva York. En el Censo de 2020 tenía una población de 5177 habitantes y una densidad poblacional de 260,15 habitantes por km². Fue incluido como CDP en el censo de 2020.

## Geografía
Hamlin se encuentra ubicado en las coordenadas 43°18′08″N 77°55′18″O / 43.30222, -77.92167. Según la Oficina del Censo de los Estados Unidos,  tiene una superficie total de 19,90 km², todos correspondientes a tierra firme.